# 9842 Funakoshi
9842 Funakoshi eller 1989 AS1 är en asteroid i huvudbältet som upptäcktes den 15 januari 1989 av de båda japanska astronomerna Kazuro Watanabe och Kin Endate vid Kitami-observatoriet. Den är uppkallad efter Hiromi Funakoshi.
Asteroiden har en diameter på ungefär 4 kilometer.